# Fuente de Neptuno (Núremberg)
La Fuente de Neptuno (en alemán:Neptunbrunnen): fue diseñada sobre el modelo romano Fontana del Nettuno para conmemorar la conferencia de Núremberg de 1649 organizada después de la Guerra de los Treinta Años. La fuente fue diseñada en 1656 y con la idea de instalarla en la plaza principal. En cambio, fue erigido en 1702 en la plaza Peunthof. En 1797, el zar Pablo I compró la fuente y la colocó en los jardines del castillo de Peterhof en San Petersburgo. En 1902, se colocó una copia en la plaza principal, donde permaneció hasta 1934, cuando fue retirado a petición personal de Hitler. Después de la guerra, la fuente se erigió en el parque de la ciudad en 1962. La discusión sobre el regreso de la fuente al mercado está en curso.

## Galería de imágenes

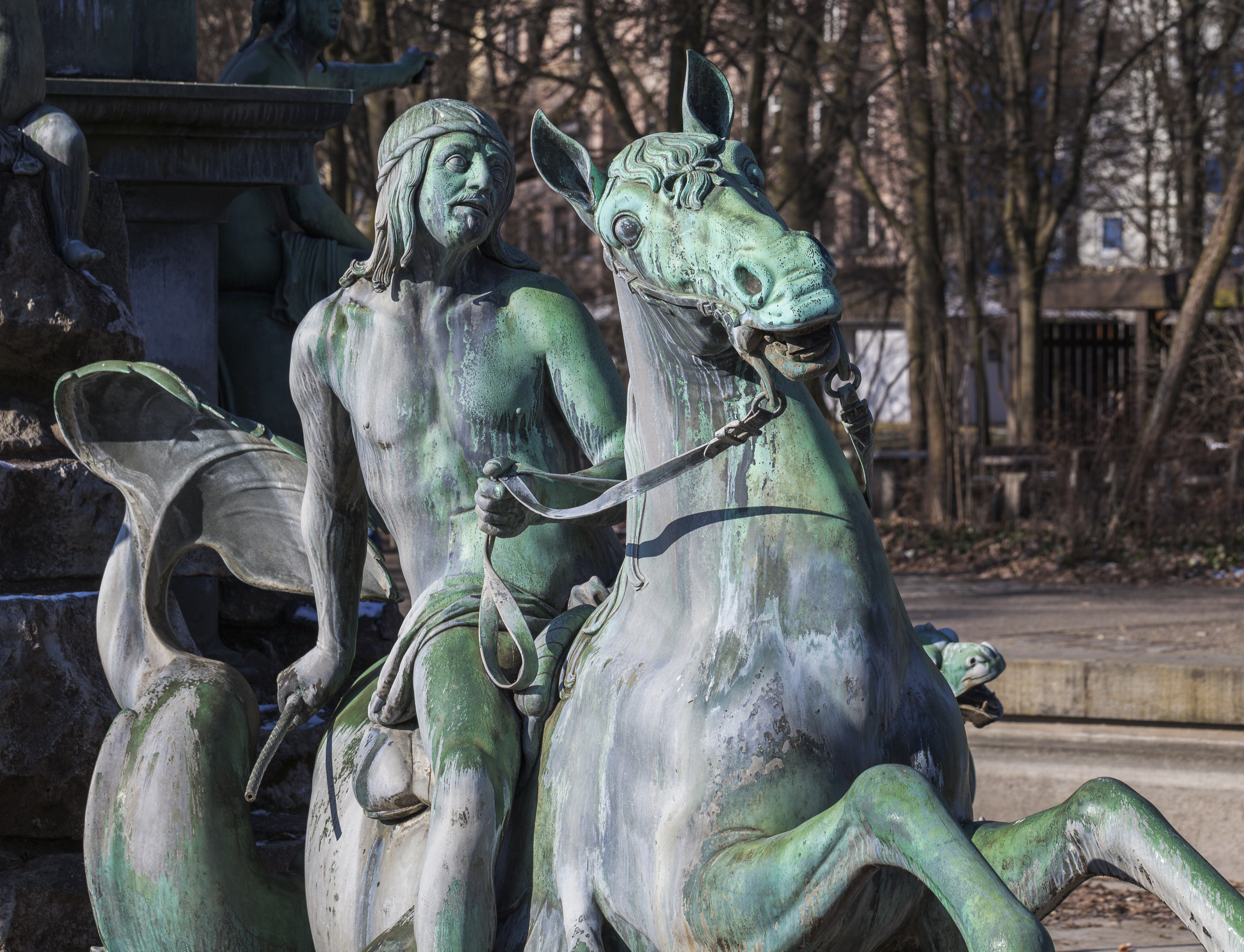
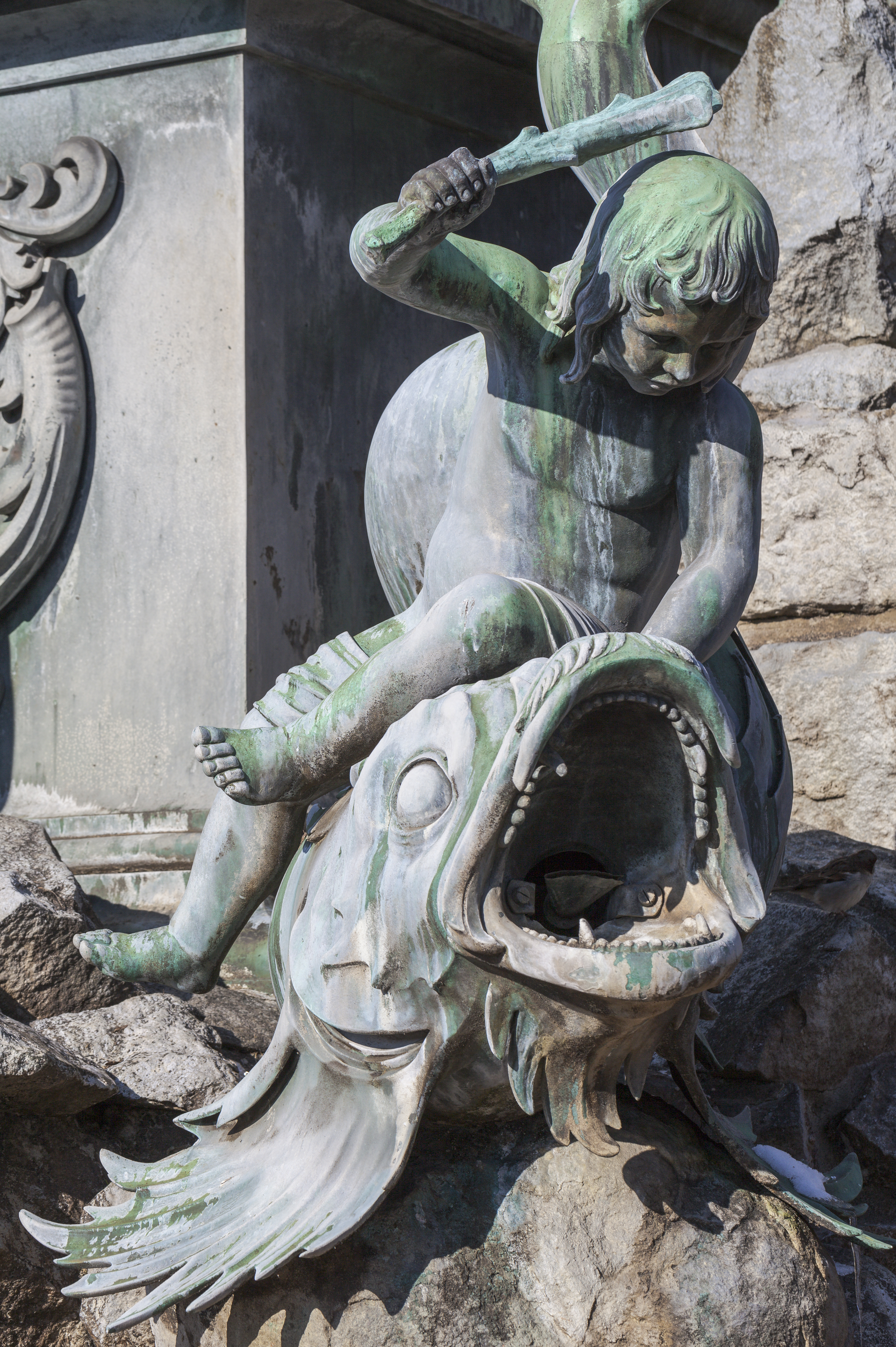
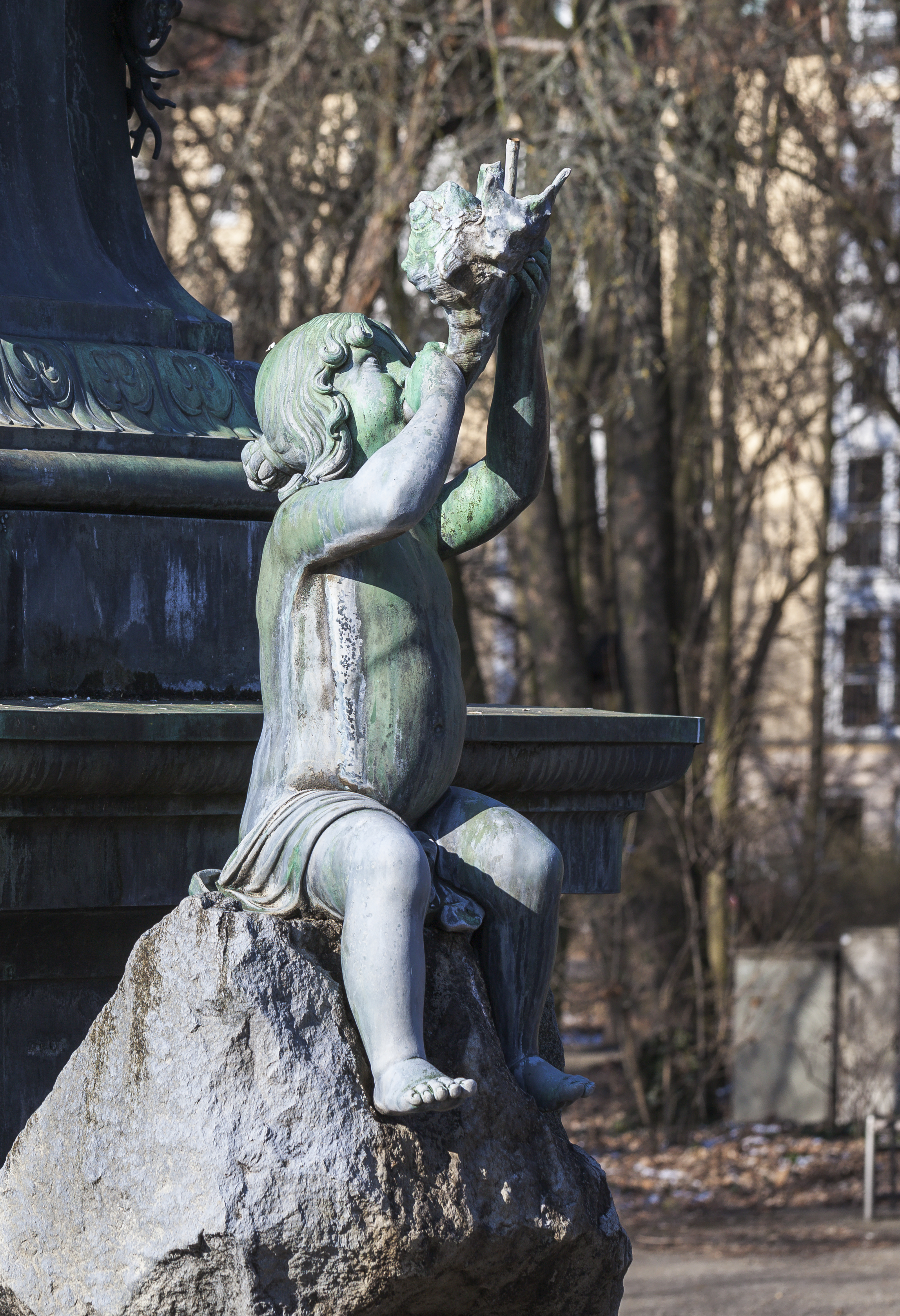
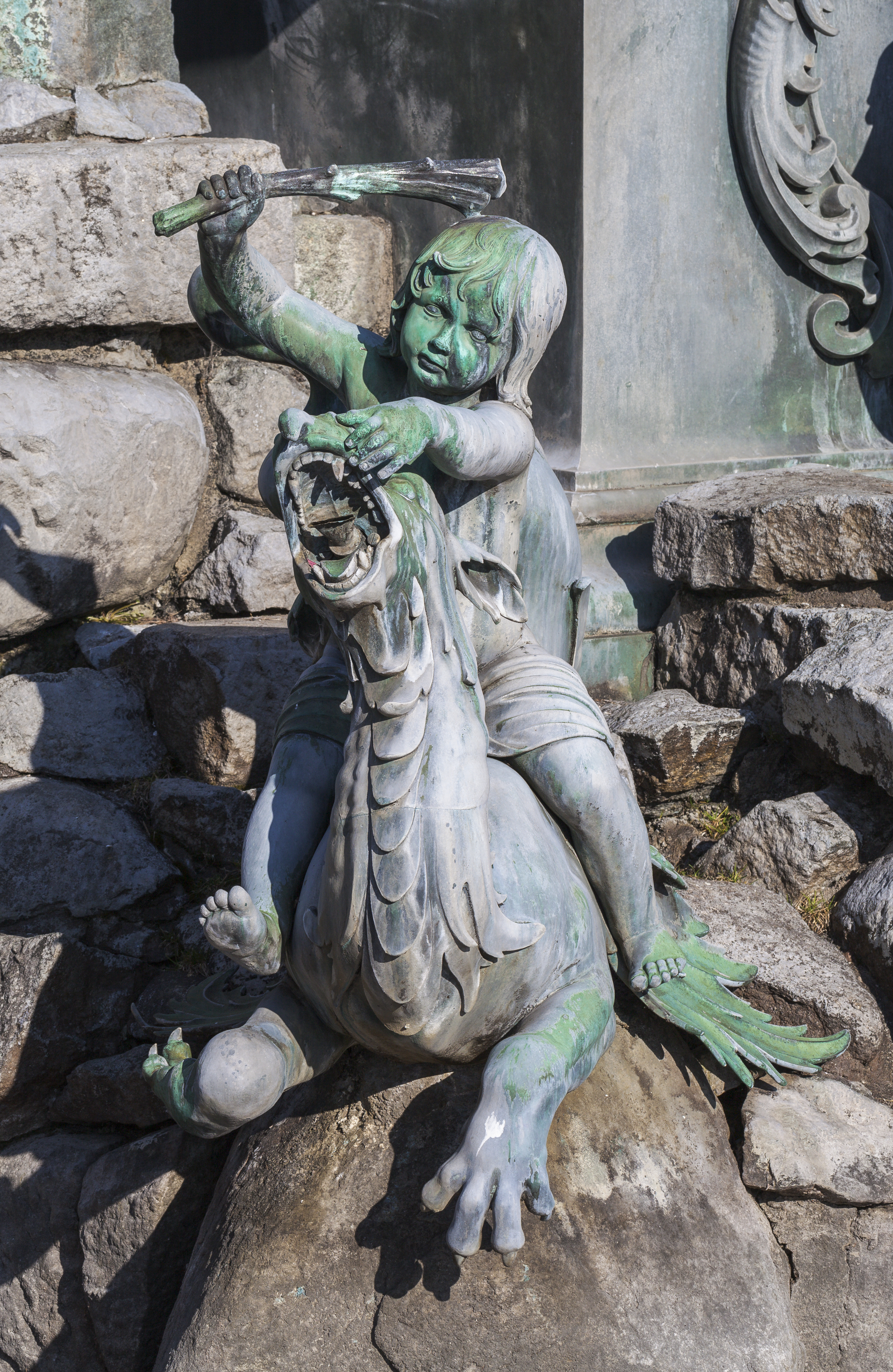
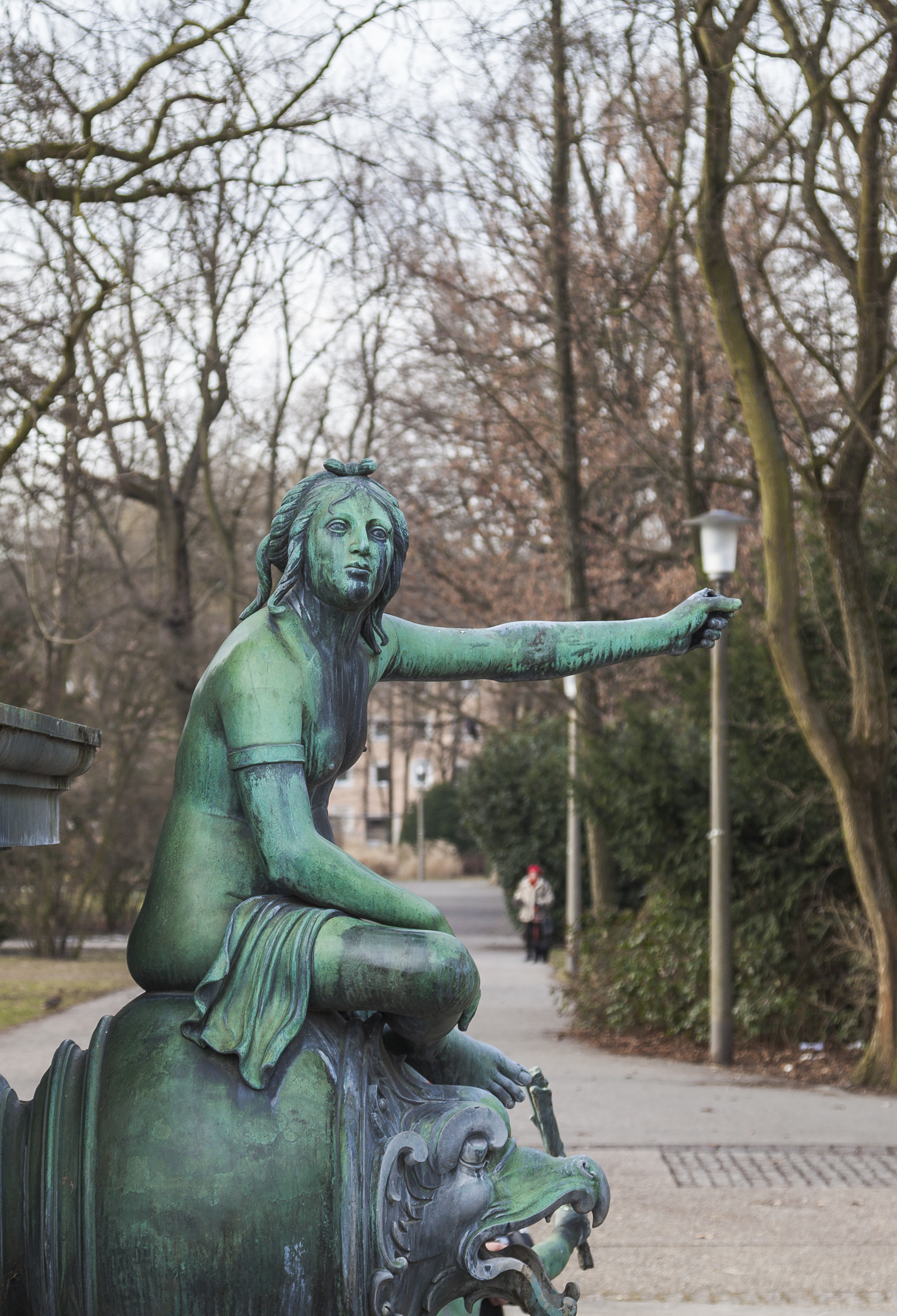
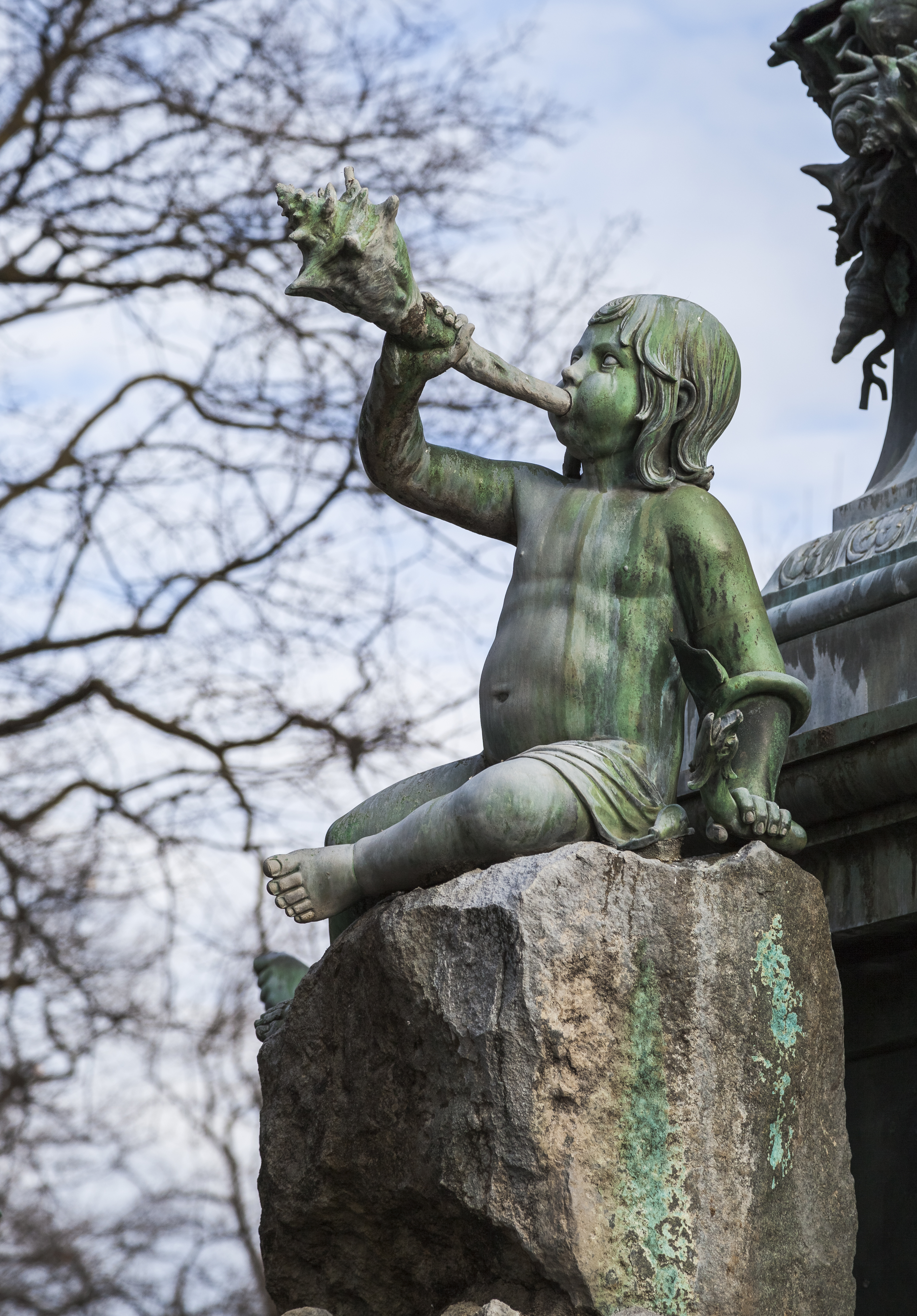
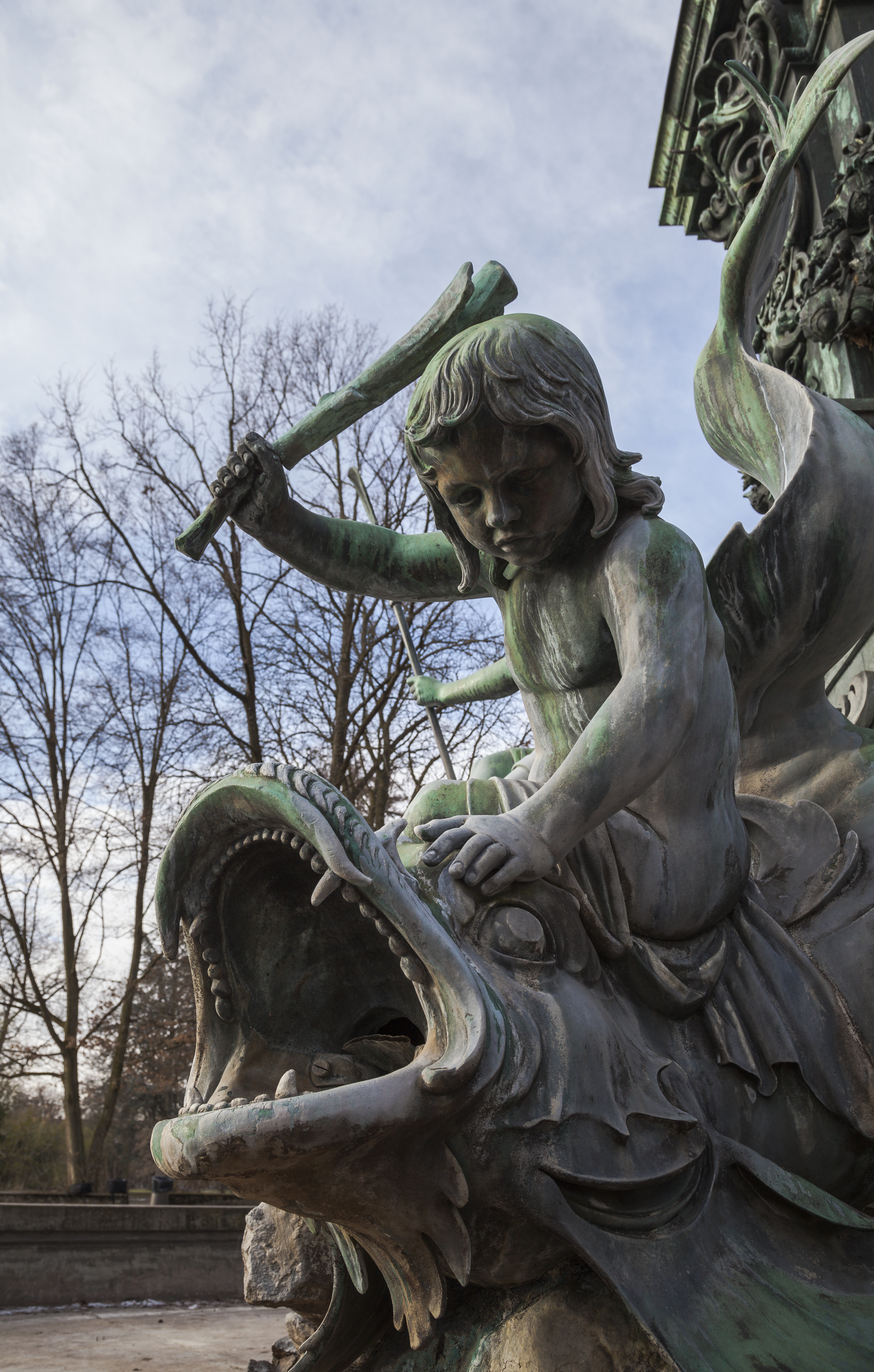
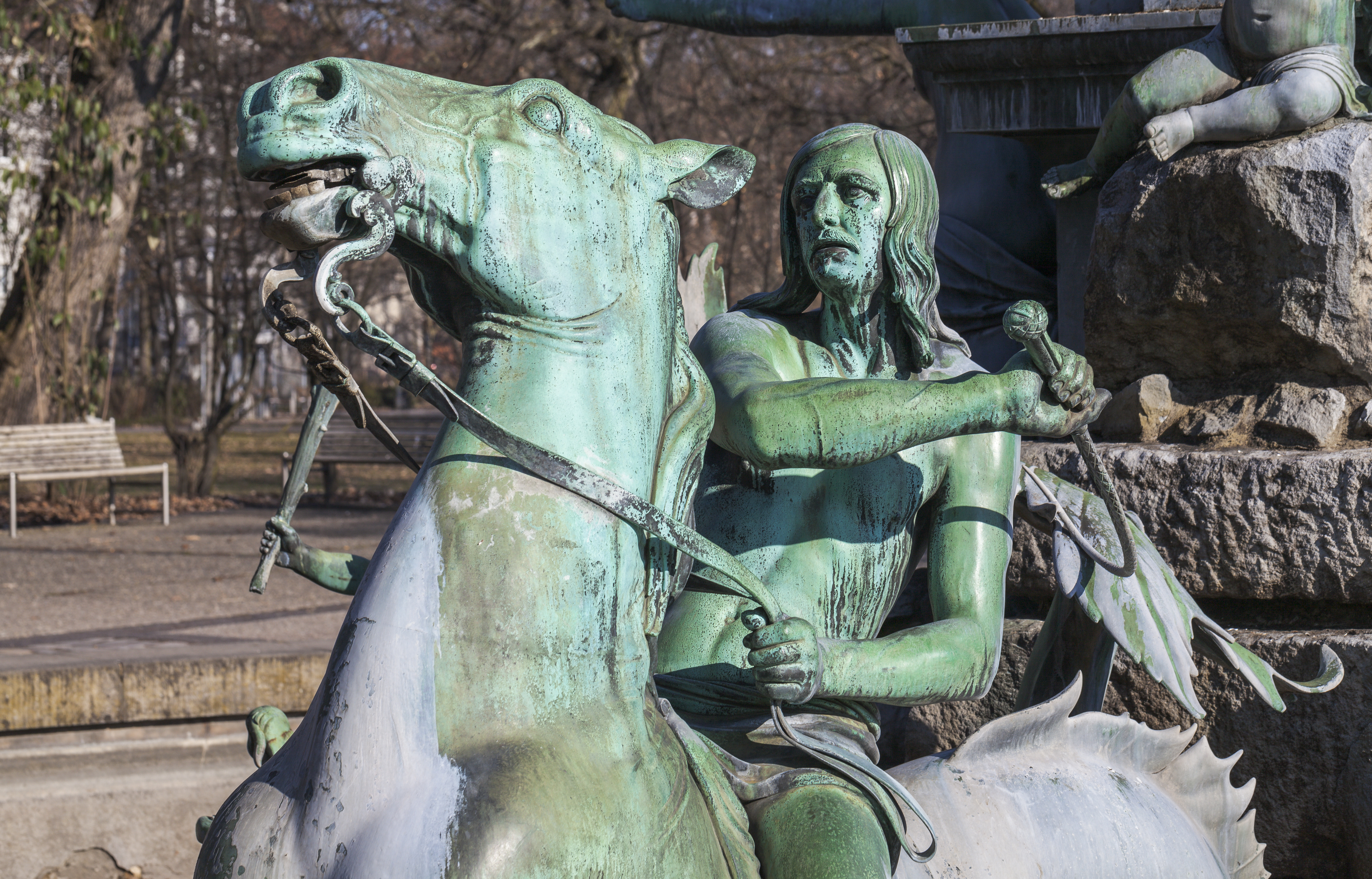